# Eupithecia deformis
Eupithecia deformis es una especie de polilla de la familia Geometridae. La especie fue descrita por primera vez por András Mátyás Vojnits habiendo sido descrito en 1979, con distribución en China. El holotipo de la especie fue descrita en la provincia de Shaanxi. 

## Descripción
El color básico del holotipo fue descrito como un marrón desgastado y amarillento, con líneas transversales pálidas, algo más expresadas a lo largo de la costa y el dorso. La mancha discal es redonda, de color marrón oscuro. La parte inferior de las alas de color marrón amarillento pálido.